# Юшур (присілок)
Юшу́р (рос. Юшур) — присілок в Красногорському районі Удмуртії, Росія.

## Населення
Населення — 44 особи (2010; 43 в 2002).
Національний склад станом на 2002 рік:
- удмурти — 91 %